# Vlag van Heerewaarden

Vlag van de gemeente Heerewaarden (1984-1999)

De vlag van Heerewaarden was van 19 juli 1984 tot 1 januari 1999 de gemeentelijke vlag van de voormalige Gelderse gemeente Heerewaarden. De vlag kwam in 1999 te vervallen als gemeentelijke vlag toen de gemeente Heerewaarden opgenomen werd in Maasdriel.

## Beschrijving
De vlag wordt als volgt beschreven:
Groen, met een rode broekingsdriehoek, reikende tot aan de vluchtzijde, vanaf de broekzijde over 14/15 van de lengte van de vlag voorzien van vier schulpen, waarvan de lengten zich onderling verhouden als 5:4:3:2 en waarvan de diepten respectievelijk 1/10, 1/20, 1/40 en 1/80 van de hoogte van de vlag bedragen, met op de driehoek op 1/6 van de lengte van de vlag een gele westgevel van een kerk met twee torens ter hoogte van 2/5 van de hoogte van de vlag, de torens met op de top een gele bol en piek.
Het ontwerp was van Hans van Heijningen. De twee groene vlakken verbeelden de Maas en de Waal, waartussen Heerewaarden ligt. Aan één zijde van de gemeente, n.l. bij de sluizen van St.Andries, raken zij elkaar. Dit wordt uitgedrukt in de naar elkaar toelopende lijnen. Het land ertussen is voor het grootste deel bebouwd. Het rood verbeeldt die bebouwing, in de kleur van de oer-Hollandse baksteen. Langs dit land kabbelt het water in onregelmatige golven, hetgeen door de onregelmatige schulpen tot uitdrukking wordt gebracht. Een driehoek, staande op de broekzijde, brengt doorgaans een dijk of een hoogte tot uitdrukking. Hier verbeeldt dus de driehoek de hoogte(n), waarop Heerewaarden is gebouwd. Op dit  bebouwde  vlak is de kerk uit het gemeentewapen geplaatst, in vereenvoudigde vorm. Tufsteen valt te vertalen naar wit of geel; om esthetische redenen is voor het laatste gekozen. De driehoek, waarvan de schulpen steeds korter worden, geeft een fuik weer. Deze (abstract) afgebeelde fuik staat voor de visserij, die eertijds bloeide in Heerewaarden.

## Verwante afbeeldingen

Wapen van Heerewaarden

Ammerzoden 
· Angerlo 
· Batenburg 
· Beesd 
· Bemmel 
· Bergh 
· Bergharen 
· Beusichem 
· Borculo 
· Brakel 
· Didam 
· Dinxperlo 
· Dodewaard 
· Dreumel 
· Echteld 
· Eibergen 
· Elst 
· Ewijk 
· Geldermalsen 
· Gendringen 
· Gendt 
· Gorssel 
· Groenlo 
· Groesbeek 
· Hedel 
· Heerewaarden 
· Hemmen 
· Hengelo 
· Herwen en Aerdt 
· Heteren 
· Heukelum 
· Hoevelaken 
· Horssen 
· Huissen 
· Hummelo en Keppel 
· Hurwenen 
· Kerkwijk 
· Kesteren 
· Laren 
· Lichtenvoorde 
· Lienden 
· Lingewaal 
· Maurik 
· Millingen aan de Rijn 
· Neede 
· Neerijnen 
· Overasselt 
· Rijnwaarden 
· Rossum 
· Ruurlo 
· Steenderen 
· Ubbergen 
· Valburg 
· Vorden 
· Wadenoijen 
· Wamel 
· Warnsveld 
· Wehl 
· Wisch 
· Zelhem 
· Zoelen